# 娜扎寧·馬哈巴德·法得希

法庭上的娜扎寧

娜扎寧及其家人

娜扎寧·馬哈巴德·法得希（Nazanin Mahabad Fatehi，波斯語：نازنین فاتحی，（1987年-），一位18歲的伊朗庫德族少女。因刺死一名據她宣稱企圖強暴自己及其15歲表妹的歹徒，而正面臨死刑判決（娜札寧當時17歲）。
如果娜扎寧聲稱的過程屬實，因為伊朗是個極端保守的回教國家，她當時若不自衛，她跟她的表妹日後仍將會因為發生婚外性行為而被監禁，鞭打，甚至被眾人用石頭打死。

## 背景
2006年1月3日，伊朗伊斯蘭共和國刑事法庭以謀殺罪判處娜札寧死刑。上訴法庭將複審她的判決。如經判刑確認的話，處死前將需再由最高法院定讞。
根據伊朗Etemaad日報報導，娜扎寧聲稱，當三個歹徒開始進行騷擾時，17歲的她及15歲的表妹（蘇瑪耶，Sumayeh）正在德黑蘭西方Karaj的一個公園裡。歹徒將娜扎寧和她的表妹推倒在地上，準備加以強暴。為了保護自己，她由口袋裡取出小刀刺傷其中一位手掌。
根據娜扎寧描述，當時兩個女孩嘗試著要逃脫，但被歹徒追上，此時娜扎寧刺入了另一位的胸口，最終因而致命。
法院初審期間，娜扎寧本人在法庭內情緒失控，聲淚俱下表示自己完全是出於自衛，但因娜扎寧父親未出席聽證會，初審陪審團最終以謀殺罪名，判決娜扎寧處以絞刑。
人道之友組織指出，死者是伊朗警察組織一員，而法庭則認為娜扎寧是逃家少女，已和家庭斷絕關係。然而在一次電話訪問時，娜扎寧的母親哭泣著苦苦哀求，很明顯地十分關切女兒未來的命運。娜扎寧的父親則聲稱，她的女兒未受教育看不懂審判書的內容，卻被要求在處死自己的文件上簽名。

## 國際間迴響
由於娜扎寧聲稱出於自衛行為，評論家指出，在其他國家她的行為極可能會無罪釋放或是只會受到短期監禁的判決。伊朗也有關於青少年死刑的適用條例——男性為15歲，而女性則為9歲。 .
國際特赦組織目前也正在為娜扎寧奔走遊說。
. 加拿大國際特赦組織秘書長Alex Neve說：「我想，像這類的案件說明了伊朗有著嚴重的人權危機。死刑，歧視女性以及其他許多值得關切的事。國際社會真得已經到了必須優先正視這些議題的時候了。」(I think cases like this are illustrative of the fact there is a serious human rights crisis in Iran; the death penalty, discrimination against women and a whole host of other concerns. It really is time for the international community to put those issues right at the top of the agenda.")。2006年5月19日，在另一份公開聲明裡，國際特赦組織再度提及對娜札寧一案的關切。 （页面存档备份，存于）
伊朗裔前加拿大世界小姐(2003年)，同時也是音樂家的Nazanin Afshin-Jam，發起了一個名為「拯救娜札寧」的行動並開始了線上連署 （页面存档备份，存于）請願，嘗試救助和她同名的女孩性命。這個活動截至2006年11月已經吸引了來自全球超過220,000人簽署。(最新連署人數 （页面存档备份，存于）) . 
CNN 4/13/2006 關於NAZANIN的報導 （页面存档备份，存于）
一位移民溫哥華已經開始著手了解納札寧案子的律師Negar Azmudehr指出，本案證明了女性在伊朗這個國家所受到的不公平待遇。Azmudeh告訴加拿大電視台(CTV, Canadian Television)，殺了娜札寧的男性可能不會被判決死刑，“因為他的命價值比納札寧的命多兩倍”。
為了聲援納札寧，伊朗裔的霹靂舞樂團波斯王子(Persian Princes)則以她為題，灌錄了一首歌 （页面存档备份，存于）。

## 再審結果
2007年1月10日再審後，經五位法官全體一致認定，娜扎寧並非蓄意謀殺。幾天後，公佈這項結果。這次開庭延遲了兩小時，許多來自各方面的觀察人到庭旁聽。娜札寧的兩位辯護律師持續進行辯護。經過多次討論，全體法官一致斷定，初級法院於2006年1月的判決有誤，被告非蓄意謀殺.

## 外部連結
- 線上請願書 （页面存档备份，存于）
- Helpnazanin.com 拯救娜扎寧網站及案情進展 （页面存档备份，存于）
- Website dedicated to Nazanin （页面存档备份，存于）
- CNN報導 （页面存档备份，存于）
- Video Clip about Nazanin
- 娜札寧的故事 - 加拿大電視台 （页面存档备份，存于）
- Amnesty international: Iran: Amnesty International calls for end to death penalty for child offenders
- English translation of original State-run Iranian Etemaad Newspaper article[]
- Original Etemaad article in persian （页面存档备份，存于）
- Islamic Republic of Iran codes of laws with espect to women （页面存档备份，存于）
- ICAE: International Committee Against Executions （页面存档备份，存于）
- 與娜扎寧母親Maryam Fatehi的電話訪問(波斯語) （页面存档备份，存于）
- 就此此案與 Nazanin Afshin-Jam 的電視訪問(法語) （页面存档备份，存于）
- 新任為娜扎寧辯護的律師Shadi Sadr網頁 （页面存档备份，存于）
- Etemaad新聞關於二審的報導(波斯語) （页面存档备份，存于）
- 波斯王子之歌 （页面存档备份，存于）